# عبد العزيز داوود
عبد العزيز داوود سليمان (مواليد 4 مارس 2001) لاعب كرة قدم إماراتي يجيد اللعب في الجناح الأيمن مع نادي النصر الإماراتي.